# Nervus laryngeus superior

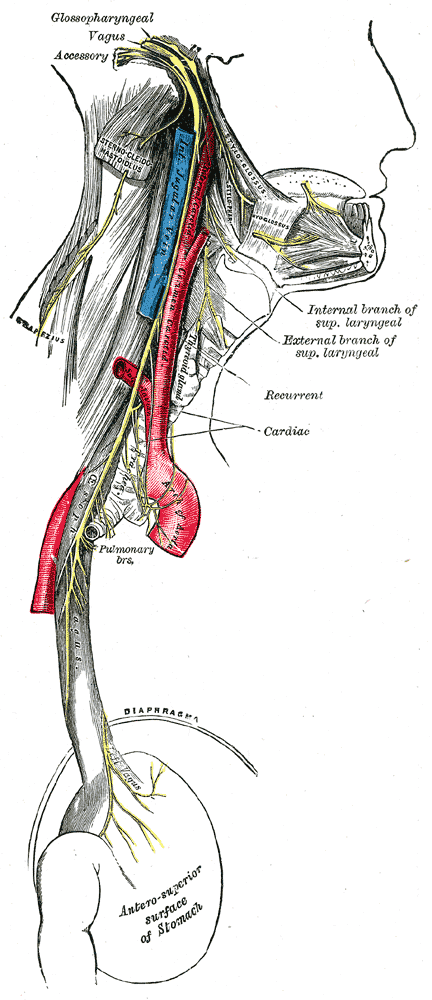
Nerven und Gefäße des Halses

Der Nervus laryngeus superior („oberer Kehlkopfnerv“) – bei Tieren als Nervus laryngeus cranialis („vorderer Kehlkopfnerv“) bezeichnet – ist ein Ast des X. Hirnnervens, des Nervus vagus. Er geht am Ganglion inferius des Vagus ab und zieht zum Kehlkopf. Entwicklungsgeschichtlich ist er der eigentliche Nerv des vierten Kiemenbogens.
Der äußere Ast (Ramus externus) des Nervus laryngeus superior innerviert einen einzelnen Muskel des Kehlkopfs, den Musculus cricothyroideus. Dieser spannt die Stimmlippen. Der innere Ast (Ramus internus) des Nerven zieht hingegen durch die Membrana thyrohyoidea und innerviert die Schleimhaut des Kehlkopfs oberhalb der Stimmlippen sensibel. Außerdem leitet er Geschmacksfasern von Rezeptoren der Epiglottis.
Der Nervus laryngeus superior leitet die sensiblen Informationen, die für das reflektorische Schließen des Kehlkopfs bei Kontakt mit Flüssigkeiten und für den Hustenreflex sorgen.
Das seltene Krankheitsbild der Neuralgie des Nervus laryngeus superior führt zu wiederholt auftretenden Schmerzattacken an der vorderen Seite des Halses. Bei einer Schädigung des Nervus laryngeus superior (etwa im Rahmen von Halsoperationen) ist der Musculus cricothyroideus in seiner Funktion beeinträchtigt. Dadurch können die Stimmlippen weniger gespannt werden und Umfang der Tonhöhe ist reduziert.